# Bataafse Petroleum Maatschappij
Die Bataafse Petroleum Maatschappij (Kurzform B.P.M.) war die am 26. Februar 1907 mit Sitz in Den Haag gegründete Niederländisch-Ostindien- und später indonesische Tochtergesellschaft der Royal-Dutch-Shell-Ölgesellschaft.

## Vorgeschichte
Spätestens seit den frühen 1900er Jahren, mit Ölfunden in Sumatra im Jahr 1885, Java im Jahr 1887 und Borneo im Jahr 1891, ist Indonesien als wichtiges ölproduzierendes Land anerkannt.
Mitte der 1880er Jahre wurde im dichten Dschungel in Telaga Said I, im Norden von Sumatra bei Pangkalan Brandan, die erste Erdöl-Lagerstätte von  Aeilko Jans Zijlker, einem Verwalter der East-Sumatra Tobacco Company, entdeckt. Im Juni 1890 gründete Zijlker die Koninklijke Nederlandse bedrijf voor de bewerking van aardoliepompen in Nederlands-Indië (Königlich niederländisches Unternehmen für den Betrieb von Petroleumpumpen in Niederländisch-Ostindien) mit dem Hauptsitz in Pangkalan Brandan und baute Hafenanlagen im nahe gelegenen Pangkalan Susu. Schon kurz darauf, Mitte der 1890er Jahre, wurde im sumpfigen Süden Sumatras Erdöl von besserer Qualität gefunden. Das nahe gelegene Palembang, eine alte Stadt mit Hafenanlagen, entwickelte sich schnell zu einer pulsierenden Stadt mit Sitz etlicher Unternehmen der Ölindustrie. Etwa acht Kilometer weiter entlang des Flusses Musi um das kleine Kampoeng Pladjoe (heute Plaju) entstand eine enorme Erdölinfrastruktur.

## Gründung

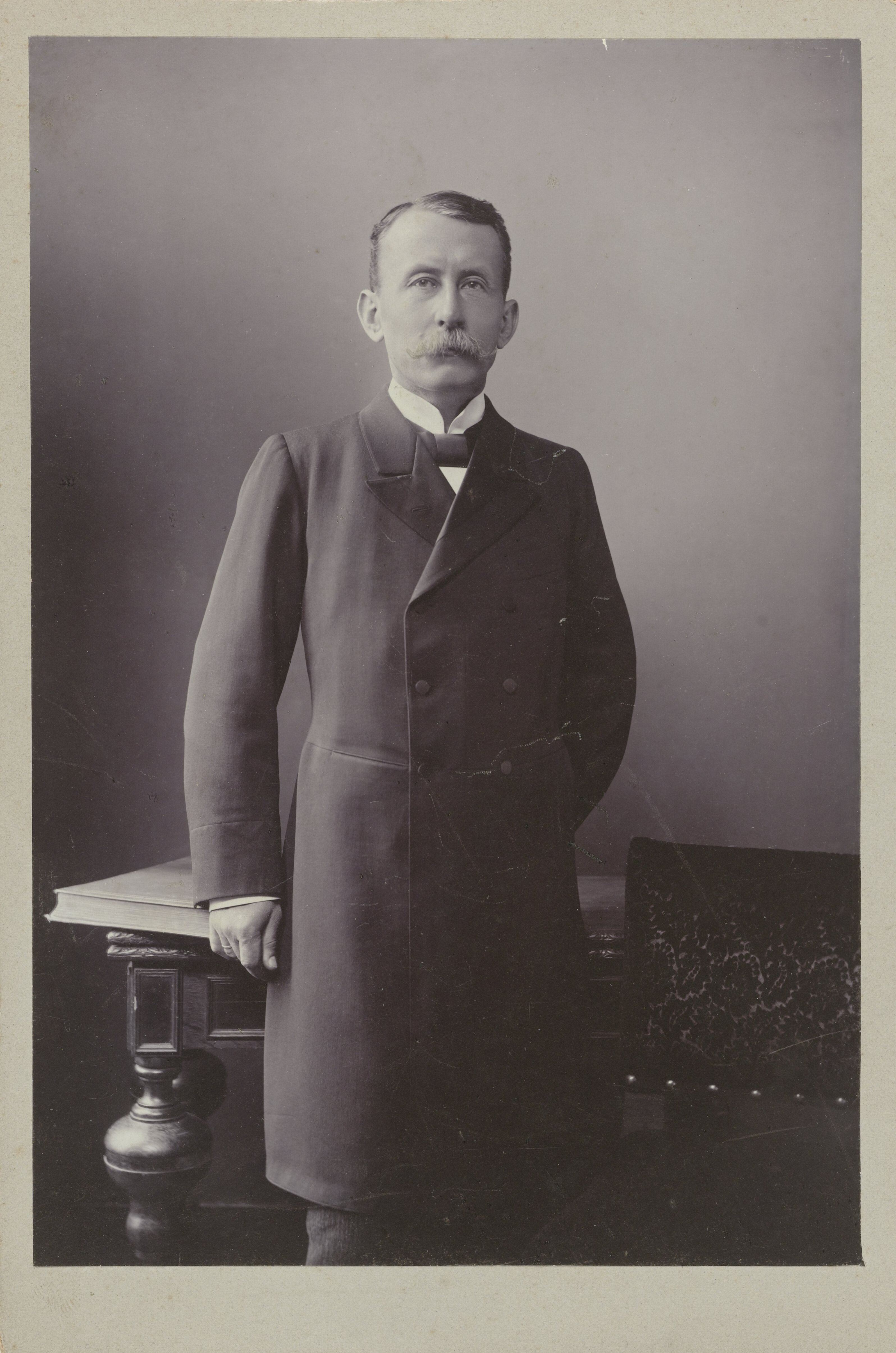
Porträtfoto von Jean Baptiste August Kessler sen.

Die Koninklijke Nederlandsche Maatschappij tot Exploitatie van Petroleumbronnen in Nederlands-Indië (K.N.M.E.P.) (deutsch: Königlich Niederländische Gesellschaft für die Ausbeutung von Erdölressourcen in Niederländisch-Ostindien) von 1890, gründete am 26. Februar 1907 eine Tochtergesellschaft namens Bataafse Petroleum Maatschappij (auch Bataafsche Petroleum Maatschappij) (B.P.M./Shell) und baute in Pladjoe auf Borneo bei Palembang die größte, produktivste und modernste Erdölraffinerie Südostasiens ihrer Zeit. Der erste Direktor der Firma wurde Jean Baptiste August Kessler senior.
Die Anlage in Pladjoe war von der B.P.M. am Westufer der Mündung des Nebenflusses Komering errichtet worden und produzierte marktfähige Sekundärprodukte. Die Raffinerie erhielt Rohöl aus den reichen Ölfeldern Talang Djimar, Praboe Moelih und Moeara Enim. Die Hälfte der ostindischen Ölproduktion wurde in dieser Raffinerie produziert, insbesondere Öl für Flugbenzin. Sie belieferte hauptsächlich die Luftwaffe im Pazifik. Von der Anlegestelle der Raffinerie wurden die Produkte mit Öltankern nach Singapur, Java, USA oder Japan transportiert.
Da das Unternehmen immer größer wurde, plante die B.P.M. eine umfassende Firmenstadt mit Verwaltungsgebäuden, Raffinerien und Schiffsanleger für Tanker, sowie Pipelines, Eisenbahntrassen und Straßen. Weiterhin wurden entlang eines rechteckigen Rasters Wohneinheiten für ihre Mitarbeiter gebaut. Darunter waren moderne Bungalows, Geschäfte, Schulen, Sportplätze und eine Kirche.
In der Firmenstadt Pladjoe lebten etwa 250 europäische und 4.500 einheimische, asiatische Arbeiter. Europäer wurden auch in einem anderen B.P.M.-Wohnkomplex namens Bagoes Koening, oder Pladjoe-baroe (dt.: neues Pladjoe) untergebracht, etwas westlich von Pladjoe.
Gleich nach seiner Gründung hatte B.P.M. auch die zuvor entdeckten Ölfelder in Sanga Sanga und auf der Insel Tarakan erworben. Auf Tarakan bohrte die Firma 700 Ölquellen und erbaute eine Raffinerie. Die Produktion nahm weiter zu und in den 1920er Jahren produzierten die Tarakan-Bohrlöcher etwa 18.000 BOPD, ein Drittel der gesamten Ölproduktion in ganz Niederländisch-Ostindien.

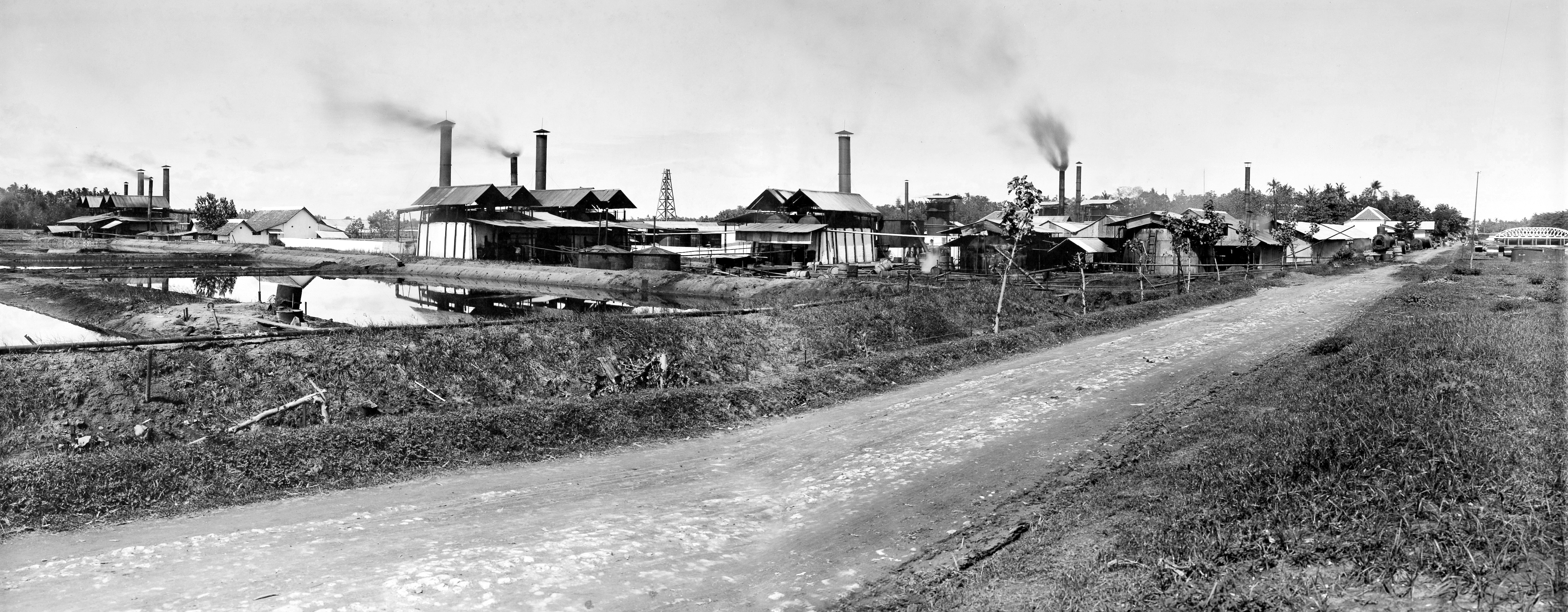
Panorama der Raffinerie der Doordsche Petroleum Maatschappij (DPM) in Tjepu, Region Rembang, Ost-Java, um 1900

Auf Java erwarb B.P.M. die Ölfelder und -anlagen von der Doordsche Petroleum Maatschappij (DPM), einem niederländischen Ölunternehmen, das 1887 von Adriaan Stoop gegründet worden war. Dazu gehörten die Ölfelder Kruka und Djabakota bei Surabaya in Ost-Java und die Ölraffinerie in Wonokromo. Durch die Übernahme von DPM wurde B.P.M. auch Eigentümer von insgesamt etwa dreißig Ölfeldern in Ost-Java, darunter eine weitere Raffinerie in Cepu, die 1894 erbaut wurde.
Rund um die Residenz von Djambi in Zentral-Sumatra lagen die Ölfelder und kleinen Destillationsbetriebe von Tempino, Kenali Asam, Badjoebang, Betoeng und Mangoendjadja. Die Felder waren im Besitz der Nederlands Indische Aardolie Maatschappij (N.I.A.M.). Diese war eine im Jahr 1921 gegründete öffentlich-private Partnerschaft zwischen der B.P.M. und der Regierung von Niederländisch-Ostindien. Dieses Joint Venture war eine wirtschaftliche Neuheit. Es war das erste Mal, dass die Regierung durch Aktien der Sumatra-Ölindustrie zu einem Akteur wurde. Ab 1935 wurde Öl von Tempino nach Pladjoe über eine 270 Kilometer lange Pipeline transportiert.
Auf Seram in den Molukken unterhielt die B.P.M. eine kleine Fabrik zur Entfernung der leichten Bestandteile des Rohöls (sog. topped crude). Das so behandelte Öl wurde dann nach Balikpapan verschifft, um dort weiter verarbeitet zu werden.
Obwohl die B.P.M. im Laufe der Jahre etliche Konkurrenten dazu bekam; zu nennen seien hier die American Standard Vacuum Oil Company und die Caltex, konnten sie sich doch im südostasiatischen Raum weitgehend behaupten. Die B.P.M. hatte eine ziemlich starke Position in Niederländisch-Ostindien, die große Exportraffinerien verwaltete und ein riesiges Vertriebsnetz kontrollierte, das über den gesamten Archipel verteilt war. Um 1930 besaß die B.P.M. 85 % der dortigen Ölproduktion. 1940 gab es in Niederländisch-Ostindien bereits sieben Raffinerien: drei in Sumatra, drei in Java und eine in Borneo.

## Curaçao
Obwohl hauptsächlich in Niederländisch-Ostindien tätig, erwarb die B.P.M. 1915 auch auf der Karibikinsel Curaçao Lagertanks und eine Raffinerie für Heizöl. Die Entscheidung dazu fiel Henri Deterding am 15. Mai 1915. Das dort verarbeitete Rohöl kam hauptsächlich aus Venezuela und so bot sich die Insel mit bester Lage auf dem Seeweg Richtung Panamakanal als idealer Standort an.
Die B.P.M. war auf Curaçao unter der Handelsregisternummer 462 gemeldet. Am 20. Mai 1947 wurde die B.P.M. wegen Verlegung des Firmensitzes ausgetragen.

## Pazifikkrieg
Die Ölvorräte in Niederländisch-Ostindien, die niederländischen Konzernen gehörten, wurden von japanischen Streitkräften beschlagnahmt und für japanische zivile und militärische Zwecke verwendet. Sie wurden jedoch nicht von den Japanern nach der Haager Konvention requiriert. Zwar gelang es an einigen Standorten der dort stationierten KNIL-Einheit die Ölfelder in Brand zu stecken und die Förderanlagen zu zerstören, doch den Japanern gelang in den meisten Fällen ein relativ schneller Wiederaufbau.

### Sumatra

Raffinerietanks der B.P.M in Pangkalan Brandan, 1916

Als die japanischen Streitkräfte Sumatra besetzten, beschlagnahmten sie sofort die Anlagen der B.P.M. auf den Ölfeldern und auch ihre Raffinerien in Palembang und bei Pangkalan Brandan, weil, wie ein japanischer Marineoffizier, Admiral Mizuhiko Watanabe, nach Kriegsende zitiert wurde:

„Öl war damals das wichtigste Kriegsmaterial und ich persönlich dachte, wir hätten den Krieg um des Öls willen begonnen.“

Die Anlagen waren im Rahmen der Ablehnungspolitik der niederländischen Regierung schwer beschädigt worden, und die japanischen Militärbehörden organisierten eine spezielle technische Einheit unter militärischer Führung, um sie zu reparieren. Am Ende des ersten Jahres der japanischen Besatzung waren sie alle wieder betriebsbereit, und es wurde wieder Erdöl aus den Lagerstätten gefördert und in den Raffinerien verarbeitet. Die japanischen Militärbehörden brachten keine neuen Ölfelder in die Produktion, sondern förderten während der gesamten Besatzungszeit weiterhin Öl aus den bis dahin bestehenden Lagerstätten.

### Borneo

#### Tarakan
Die Insel Tarakan im Norden Borneos mit ihrem hohen Erdölaufkommen war das erste und bevorzugte Ziel der japanischen Invasionstruppen. Sie landeten am 11. Januar 1941 dort und nahmen die komplette Insel ein. Trotz der durch die KNIL-Einheiten in Brand gesetzten Ölquellen, konnten diese von den Japanern wieder in Betrieb genommen werden. Das hochwertige Erdöl von Tarakan war wichtig für die Betankung der japanischen Kriegsschiffe.

#### Balikpapan

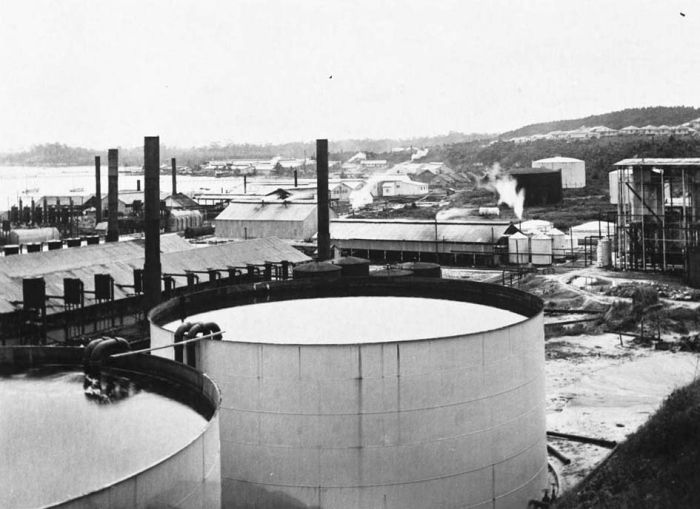
Rohöltanks der B.P.M. in Balikpapan (zwischen 1905 und 1914)

Die Japaner landeten am 23. Januar 1942 bei Balikpapan. Die Sanga-Sanga-Ölfelder sowie die B.P.M.-Ölraffinerien in Balikpapan wurden am Folgetag eingenommen. Die Soldaten der KNIL hatten kurz vor ihrem Abzug die Ölquellen und die Förderanlagen unbrauchbar gemacht, trotzdem gelang ss den Japanern alles schnell wieder in Stand zu setzen und diese von Juni 1942 bis August 1943 reibungslos in Betrieb zu halten.

#### Samarinda
Samarinda wurde am 2. Februar von den Japanern aus Balikpapan kommend besetzt. Die Ölfelder im gesamten Gebiet von Sanga-Sanga und Umgebung wurden besetzt. Samarinda und die Ölförderanlagen bei Sanga-Sanga blieben bis zur japanischen Kapitulation 1945 unter japanischer Verwaltung.

#### Banjarmasin

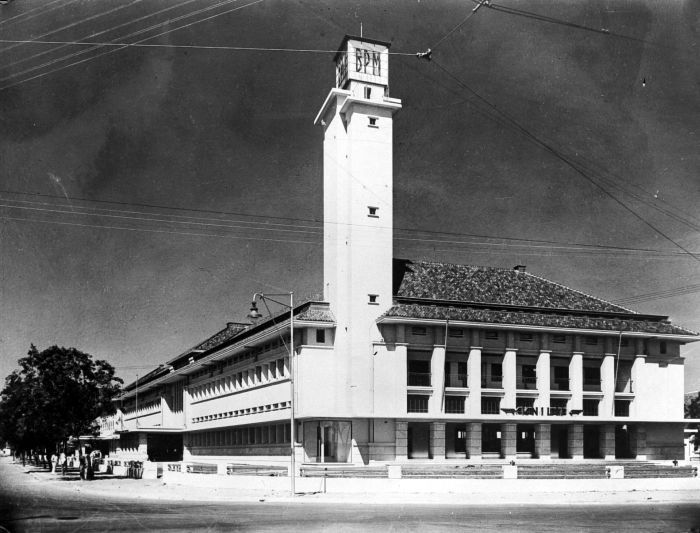
Das Hauptverwaltungsgebäude der B.P.M. in Batavia. Es wurde 1935 von der Firma bezogen. Das Gebäude wurde während der japanischen Besatzung als militärisches Hauptquartier genutzt.

Der Tiefwasserhafen von Banjarmasin ist von großer wirtschaftlicher Bedeutung, da von hier aus wichtige Güter, wie Kohle und Erdöl ausgeführt werden. Die Erdölraffinerien liegen im direkten Umfeld der Stadt. Bis zum 10. Februar 1942 fielen die Stadt und alle Anlagen an die Japaner.

### Java
Mit der Landung der Japaner auf Java am 1. März 1942 fielen die dortigen Ölfelder, Förderanlagen, Raffinerien und die Hauptverwaltung der B.P.M. in deren Hände. Generalleutnant Imamura Hitoshi, der nun das Amt des Gouverneurs von Java und Madura bekleidete, errichtete das Hauptquartier der japanischen Streitkräfte in Batavia in der ehemaligen Verwaltung der B.P.M.

### Niederländisch-Neuguinea
Babo war in Niederländisch-Neuguinea von besonderer Bedeutung, da eine Tochtergesellschaft der B.P.M., die Nederlandsche Nieuw Guinea Petroleum Maatschappij (NNGPM), dort Erdöl förderte und ein Flughafen im Bau war. Anfang Januar 1942 war ein KNIL-Kommando von etwa zweihundert Soldaten entsandt worden, das Ende Januar den Befehl erhielt, die Ölanlagen und das, was auf dem Flughafen bereitsteht, zu zerstören und die Familien Mitte Februar nach Australien zu überstellen. Babo wurde von den Japanern am 2. April des Jahres eingenommen.

## Nach dem Zweiten Weltkrieg
Im Verlauf der japanischen Besatzung hatte die indonesische nationalistische Bewegung an Macht gewonnen. Von fanatischen indonesischen Jugendlichen (Pemuda Pancasila) gedrängt ergriffen Sukarno und Hatta die Gelegenheit, die sich durch die unerwartete Kapitulation Japans zeri Tage zuvor bot, und riefen am 17. August 1945 die Republik Indonesien aus und erklärten die Unabhängigkeit von den Niederlanden. Dies, obwohl sich immer noch rund 250.000 japanische Soldaten im Land befanden. Diese revolutionäre Aktion verhinderte, dass die Ölanlagen automatisch in niederländische Hände zurückfielen. Vor allem das britische Oberkommando unter der Führung von Sir Philip Christison erkannte, dass das indonesische Volk für seine Sache kämpfte und gab eine Erklärung ab, die eine faktische Anerkennung der Republik implizierte.
Die Lage auf den Ölfeldern gestaltete sich unterdessen kompliziert. Auf Ersuchen der alliierten Streitkräfte wurden die Raffinerien in Pladjoe und Soengei Gerong im September 1945 vorübergehend unter die Aufsicht japanischer Soldaten gestellt. Die kaiserliche japanische Armee musste diese Ölanlagen einschließlich der nahegelegenen Ölfelder besetzen aber die Ölförderung sofort einstellen. Die indonesische Armee übernahm alle anderen Ölfelder, darunter das Ölfeld und die Raffinerieanlagen in  Pangkalan Brandan, was der Führungsebene der B.P.M. natürlich nicht gefiel. Sie intervenierte dahingehend, dass britische Truppen die Ölfelder kontrollieren sollten. Der Gouverneur von Südsumatra, Dr. Adnan Kapau Gani, schlug dann überraschenderweise vor, dass die B.P.M. selbst die .Kontrolle in den Ölzentren so schnell wie möglich übernehmen sollte. Dazu stellte er aber zwei Bedingungen:
1. die BPM musste Zinsen über die Gewinne an die Republik Indonesien zahlen, und
2. alle indonesischen Arbeiter, die zu diesem Zeitpunkt die Raffinerien besetzten, mussten von der B.P.M. eingestellt und mit Nahrungsmitteln, Textilien und Haushaltsgegenständen entlohnt werden.

Dies erwies sich als ein gewinnbringender Öl-Handel, denn durch diese friedliche und kluge Öldiplomatie erlangte die Republik Indonesien Ende September 1946 die dringend benötigte internationale Anerkennung und es gelang der B.P.M. ihre wertvollsten Ölanlagen zurückzuerlangen, ohne Intervention von Seiten der niederländische Regierung oder durch die Armee.
Doch der Waffenstillstand und Frieden erwies sich als brüchig. Die Lage eskalierte Ende Oktober nach einer Hetzrede des republikanischen General der Armee Raden Sudirman. Der republikanische Aufstand wurde rückgängig gemacht und führte am Neujahrstag 1947 zu einer schweren Bombardierung von Palembang durch kombinierte niederländische Einheiten der Marine und der Luftwaffe. Nach dieser „Schlacht von fünf Tagen und fünf Nächten“ zwischen der KNIL und den indonesischen Streitkräften mussten sich republikanische Truppen im Umkreis von zwanzig Kilometern um die Erdölstadt zurückziehen.

### Operation Product
Im Sommer 1947 startete das niederländische Militär die Operation Product. Das Hauptziel der Operation war es, die wichtigen Wirtschaftsräume so schnell wie möglich zu besetzen und die niederländischen Hauptunternehmen neu zu starten. Außerdem gab es in den überfüllten Gebieten Arbeit für mehr als 10.000 Menschen. So hofften sie, dass eine wichtige Rekrutierungsgrundlage für die indonesischen Freiheitskämpfer verloren ginge. Die Besetzung von Palembang war vom militärischen und ökonomischen Standpunkt her gesehen ein Erfolg. So konnten ab Mitte August 1947 wieder mehr al 2,5 Millionen Barrel Öl dort gefördert werden.
Die zweite niederländische Offensive im Dezember 1948 hatte allerdings kaum Auswirkungen auf die Ölförderung in Pladjoe. Die Hauptquelle der B.P.M. lief eh schon auf Hochtouren. Die niederländischen militärischen Erfolge erwiesen sich aber als ein Pyrrhussieg, denn sie führten dazu, dass sich die US-Unterstützung auf die indonesische Republik verlagerte und die Niederländer wurden gezwungen über die Übertragung der Souveränität an Indonesien zu verhandeln.
Die Führungsebene der B.P.M., darunter Johan Frederik van Diermen, der Verwalter von Pladjoe, prüfte die Möglichkeiten, die Ölfelder bei Djambi wieder unter ihre Kontrolle zu bringen. Ein Geheimbericht, der an den niederländischen Ministerpräsidenten Louis Beel ging, zeigte die Angst der B.P.M. vor Schäden und Sabotage an den Ölanlagen und sie lehnte eine Militäraktion gegen Djambi ab. Stattdessen zahlte die B.P.M. 5.000 Dollar an republikanische Sicherheitskräfte der Ölfelder und Anlagen in der Nähe von Djambi, um eine Zerstörung zu verhindern.
Die neu gegründete indonesische Ölgesellschaft Permina, der Vorgänger von Pertamina, wurde schließlich 1957 neuer Eigentümer. Shell zog sich dann 1965 ganz aus Indonesien zurück und verkaufte B.P.M. für 110 Millionen US-Dollar an das staatliche indonesische Unternehmen Permina.

## Flugzeugunfälle
Ein Wasserflugzeug, eine Consolidated PB2B-1 Canso B, war an einem Vermessungsflug im Auftrag der B.P.M. beteiligt. Nach einer ereignislosen Mission stürzte das Flugzeug am 2. Dezember 1949 bei der Landung in der Bucht vor Muntok auf der kleinen indonesischen Insel Bangka ab und sank. Vier Besatzungsmitglieder und zwei Passagiere kamen ums Leben, fünf weitere Insassen wurden verletzt. Das Flugzeug ging verloren.
Am 27. Januar 1951 wurde eine Grumman G-73 Mallard der B.P.M. bei Wartungsarbeiten auf dem Jakarta-Kemayoran Flughafen durch ein dabei ausgebrochenes Feuer zerstört.

## Schiffslisten der Bataafse Petroleum Maatschappij
- Rederij informatie: N.V. De Bataafsche Petroleum Maatschappij. In: Stichting Maritiem-Historische Databank. Abgerufen am 9. Januar 2022 (niederländisch).
- Bataafsche Petroleum Maatschappij s-Gravenhage / B.P.M. In: Helderline. Abgerufen am 9. Januar 2022 (englisch).